# 용호로 (김천시)
용호로(Yongho-ro)는 경상북도 김천시 조마면 감곡삼거리에서 감천면 용호삼거리를 잇는 도로이다.

## 주요 경유지
경상북도
- 김천시 (조마면 . 감천면)

## 노선
| 이름       | 접속 노선                 | 소재지 | 소재지 | 비고 |
| ---------- | ------------------------- | ------ | ------ | ---- |
| 감곡삼거리 | 지방도 제903호선 (조마로) | 김천시 | 조마면 |      |
| 용삼교     |                           | 김천시 | 조마면 |      |
|            | 감천면                    | 김천시 |        |      |
| 용호삼거리 | 국도 제59호선 (금감로)    | 김천시 |        |      |